# Весілля

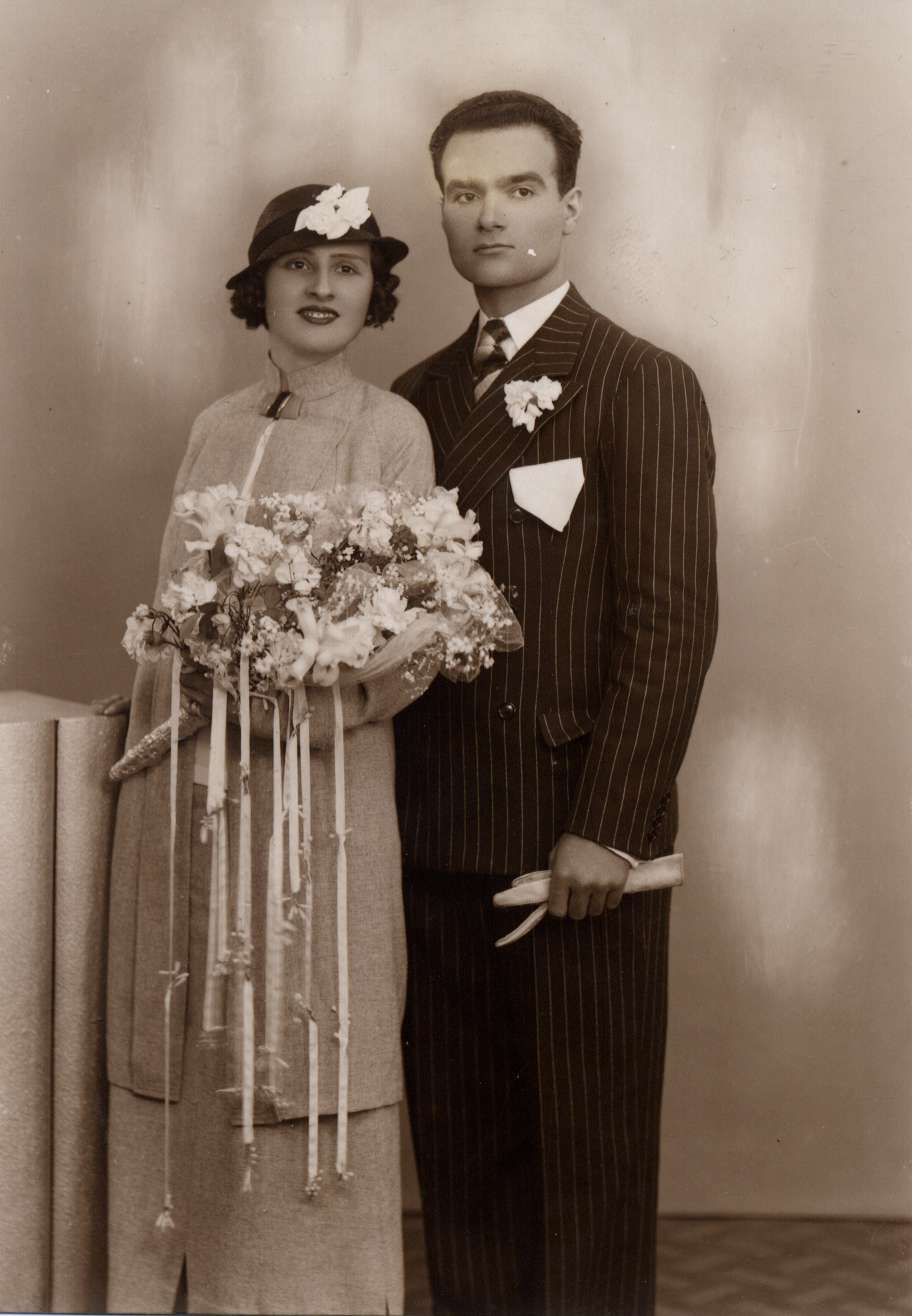
Весілля у Барселоні, 1935

Весі́лля — комплекс церемоній, обрядів і традицій, пов'язаних з укладенням шлюбу; має етнічні, релігійні, географічні особливості в різних народів.
На кінець ХХ ст. зберігалися 2 основні тенденції весіль у світі — з одного боку, під впливом глобалізації весільний обряд набув універсального вигляду (особливо при змішаних шлюбах), з іншого — стійка тенденція до «етнізації» весіль і пов'язаних традицій, навіть у середовищі містян, в тому числі і в Україні.

## Організація весіль
Організація і влаштування сучасних весіль змінюються. Якщо ще з часів СРСР у містах з'явилася (з Грузії) традиція запрошувати тамаду, в чиї обов'язки входили забезпечення і підтримання доброго настрою, організація розваг, конкурсів (і тамадою міг бути або родич, або знайомий), то вже з середини 1990-х роль тамади перебрали спеціальні фірми, івент-компанії. Західна тенденція — організація всього весілля спеціалізованими весільними агенціями, що нерідко відповідають за все, починаючи від запрошення гостей і до підбору квітів (зазвичай усі деталі окремо обговорені і прописані в контракті).
Сторонні спонсори можуть оплачувати якісь частини весільної церемонії, рекламуючи так заклад, фірму, виробника, ЗМІ. Фігурує і бажання потрапити у новини. Так, у 2007 американці Джоанн Гемлін і Чарлі Геффеман справили весілля у місці, де познайомилися: відділі молокопродуктів супермаркету. Компанія-власниця крамниці оплатила бенкет для гостей, оздоблення зали відділу і напої для випадкових гостей-покупців.
Набуває поширення весільний туризм під час медового місяця. Так, готель «IKEA Sovhotell», розташований у центрі шопінг-центру в Стокгольмі, має номер для молодят.

## Весільна обрядовість
У Греції весілля проходило у три етапи, що включали підготовку нареченої до весілля, її приведення до будинку нареченого та весільний бенкет у його домі. Церемонія містила низку різноманітних обрядів. В Україні також багато різних  традицій, наприклад хороводи навкруг весільного дерева. Див. Весільні обряди Полтавщини.
Традиційні весільні обряди є формою народного театру.

### Передшлюбні студії
Передшлюбні навчання (студії) включають: а) навчання пари відповідальності; зазвичай процедурою рядить церква чи інша релігійна організація;
б) пара (або бодай одна людина з пари) демонструє обізнаність потенційно цінних у сімейному житті знаннях. В Естонії по зернах і колосках наречена мусить визначити злакові культури, що вирощуються на полях Естонії, розповісти, які страви можна з них приготувати.

### Свідки

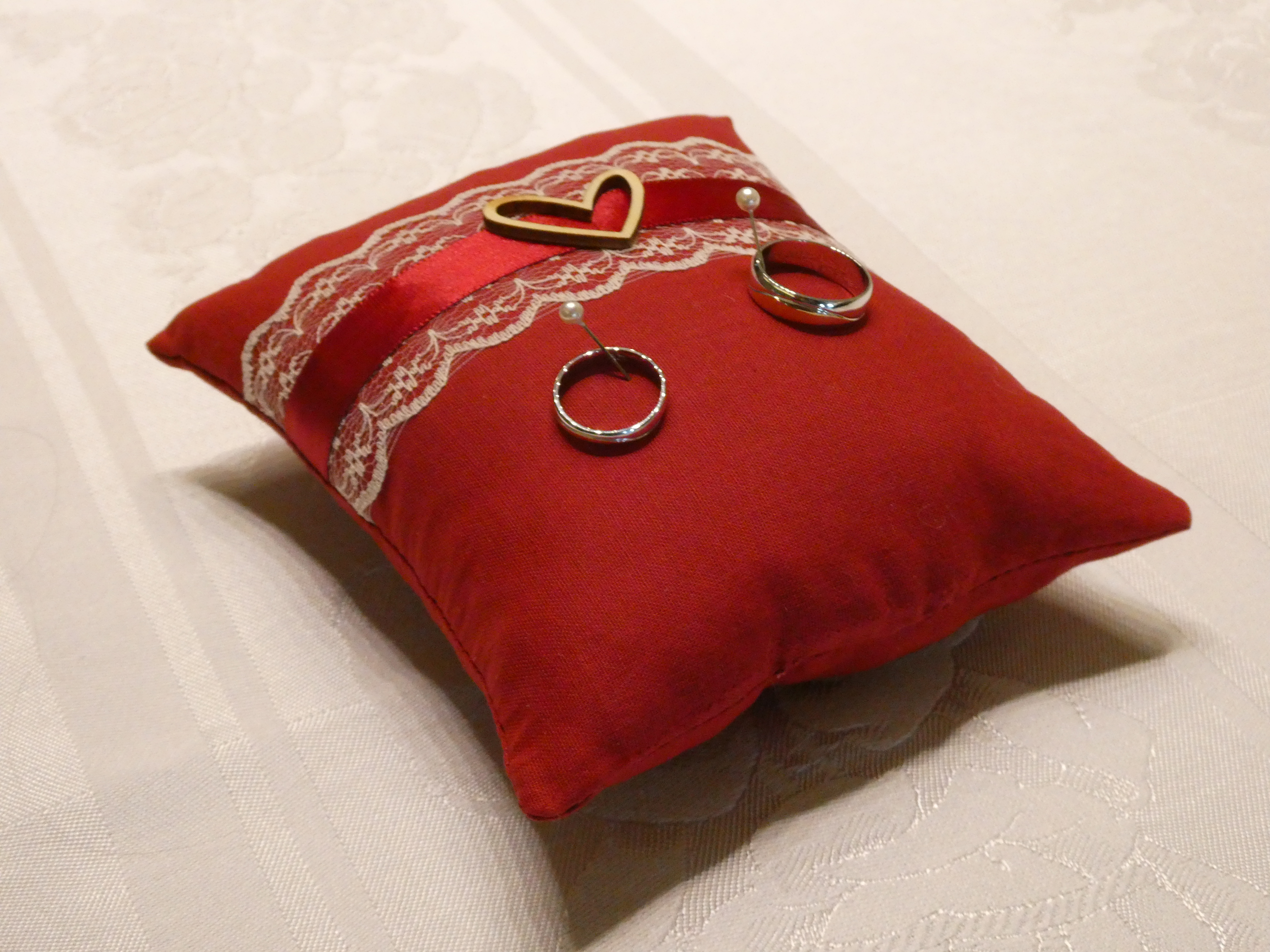
Обручки, Край Височина, Чехія

- Весільні чини, Боярин (весілля)

### Весільний одяг
- Весільна сукня, Фата, Чільце — весільний головний убір молодої, Торочини, Циганщина (рядження та обряд).

### Весільні пісні і танці
- Весільні пісні, Застільна пісня, Перший весільний танець, Танець батька і доньки, Танок з хустиною

В Україні з весіллям пов'язаний цілий комплекс весільних пісень, що зазвичай виконувалися під час нього. З часу СРСР традиційним супроводом весільної церемонії, зокрема, офіційної реєстрації шлюбу в РАЦС став весільний марш Ф. Мендельсона.

### Ритуали викупу
- Посаг, викуп, віно, вносок, дзестра, безпосажна (безприданниця)

### Весільне частування
- Весільний коровай, Весільний пряник, Кораб, Курент, Сміїни, Шишки (весільне обрядове печиво), Яловиця (курка).

### Шлюбна ніч
До першої шлюбної ночі українки випікали спеціальний хліб для кота, аби задобрити його і посприяти плодючості пари.
Весільну сорочка молодої після шлюбної ночі виносять з комори і танцюють навколо столу, стрибаючи по лавах, демонструючи кров на сорочці як доказ дефлорації, і, відповідно, цноти нареченої. Танець називають «сороку скакати». Імовірно, цей обряд має символічний зв'язок із тілесною сорочкою і первісно належав до жіночих ініціальних ритуалів культу Роду.

## Види весіль

### Весілля публічних осіб

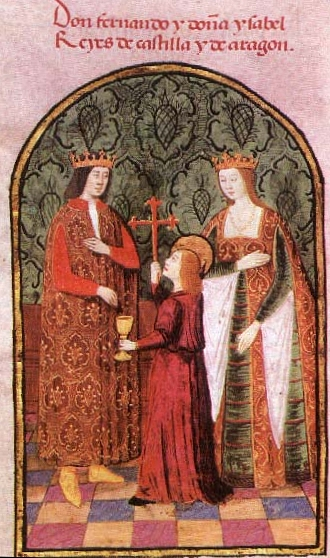
Весілля Фердинанда Арагонського та Ізабелли Кастильської

Весілля публічних осіб нерідко стають публічними подіями. Наприклад, восени 2005 року широко висвітлювалося весілля дочки прем'єрки України Юлії Тимошенко Євгенії та англійського рок-співака Шона Карра.
Значну вагу мало, а подеколи досі має (наприклад, у монархіях) весілля владних осіб: весілля монархів є подіями державного значення. Весілля як «історично значуща подія» — це династичні шлюби, в результаті яких нерідко перекроювались кордони цілих держав. Весілля католицьких королів Фердинанда Арагонського та Ізабелли Кастильської у 1469 році призвело до утворення централізованої іспанської держави і втрати незалежності Арагоном і Каталонією.

### Масові весілля

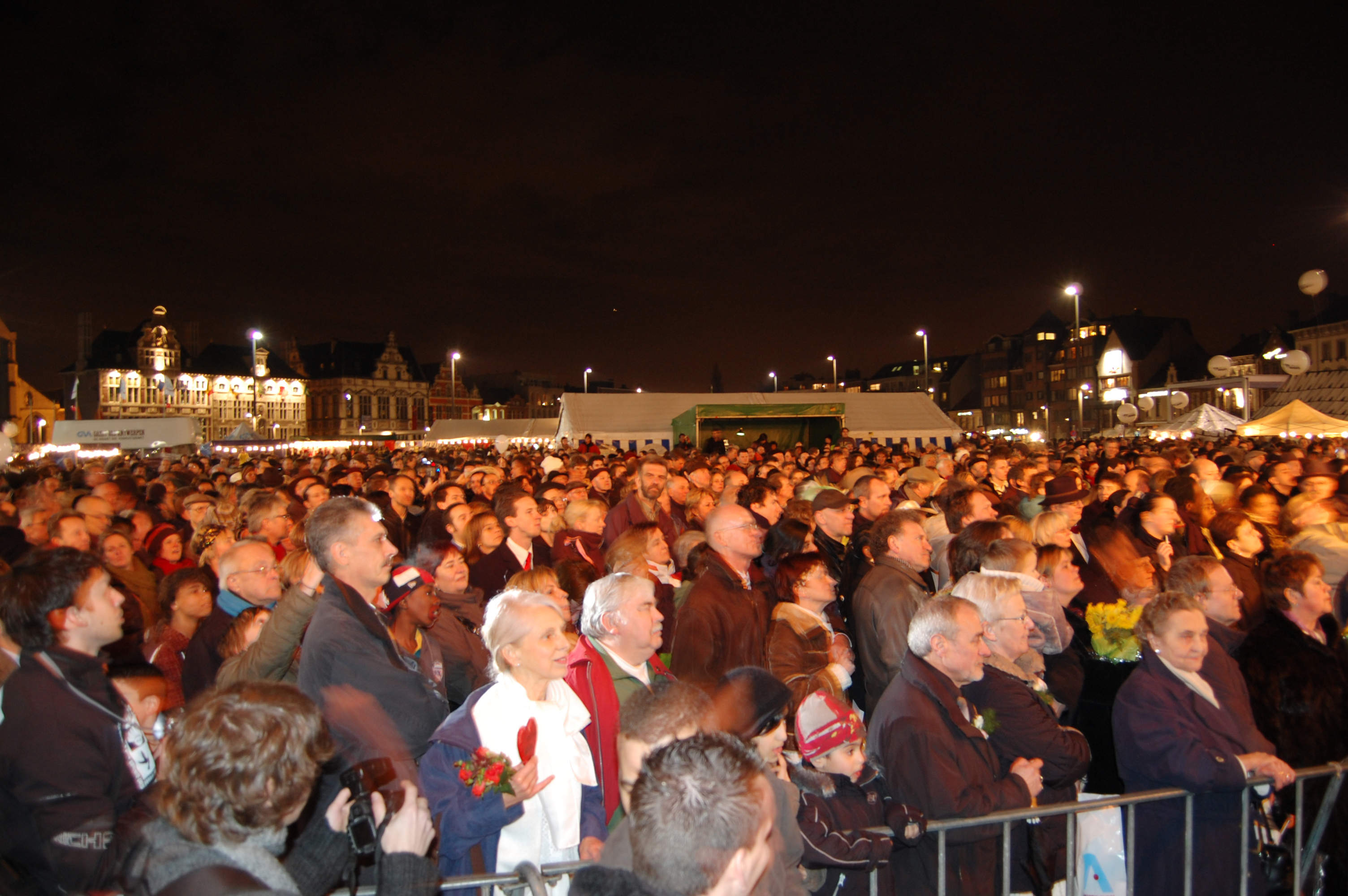
Мультикультурне масове весілля, Сінт-Ніклас, Бельгія, 2017

Масові весілля — це коли вінчання, весільну церемонію або і святкування проходять багато пар водночас.
В деяких народів масові весілля є традиційними, зокрема і в зв'язку з економією: у відведений традицією час, або весілля родин з великим числом дітей (так, на Кавказі практикувалось одночасне весіолля братів з однієї родини з сестрами з іншої).
Масові весілля мають місце у ряді районів з буддійською релігією, ісламською, почасти — протестантською; у регіонах скупчення незаможного населення, у країнах, що розвиваються.
- 16 жовтня 2008 року в Нагірному Карабасі відбулось одночасне весілля 675 пар, фінансові видатки на яке, а також на щедрі подарунки молодим, узяв на себе російський бізнесмен—земляк.

### Оригінальні весілля
«Оригінальні весілля» — маскультні явища, які поширюються в сучасних суспільствах. Такі як «підводні», «повітряні», «на робочому місці», «в потязі», «на велосипедах», одночасні весілля багатьох людей, «пізні» або «повторні». Наприклад, подружжя з Малайзії Чан Сум Бенг (64 роки) і Чу Кіт Гар (61 рік) увійшло до Книги рекордів Гінесса, провівши повторне весілля у його 37-у річницю у формі стрибків з парашутами, як найстарше подружжя, що зважилося на це.

## Традиційне українське весілля

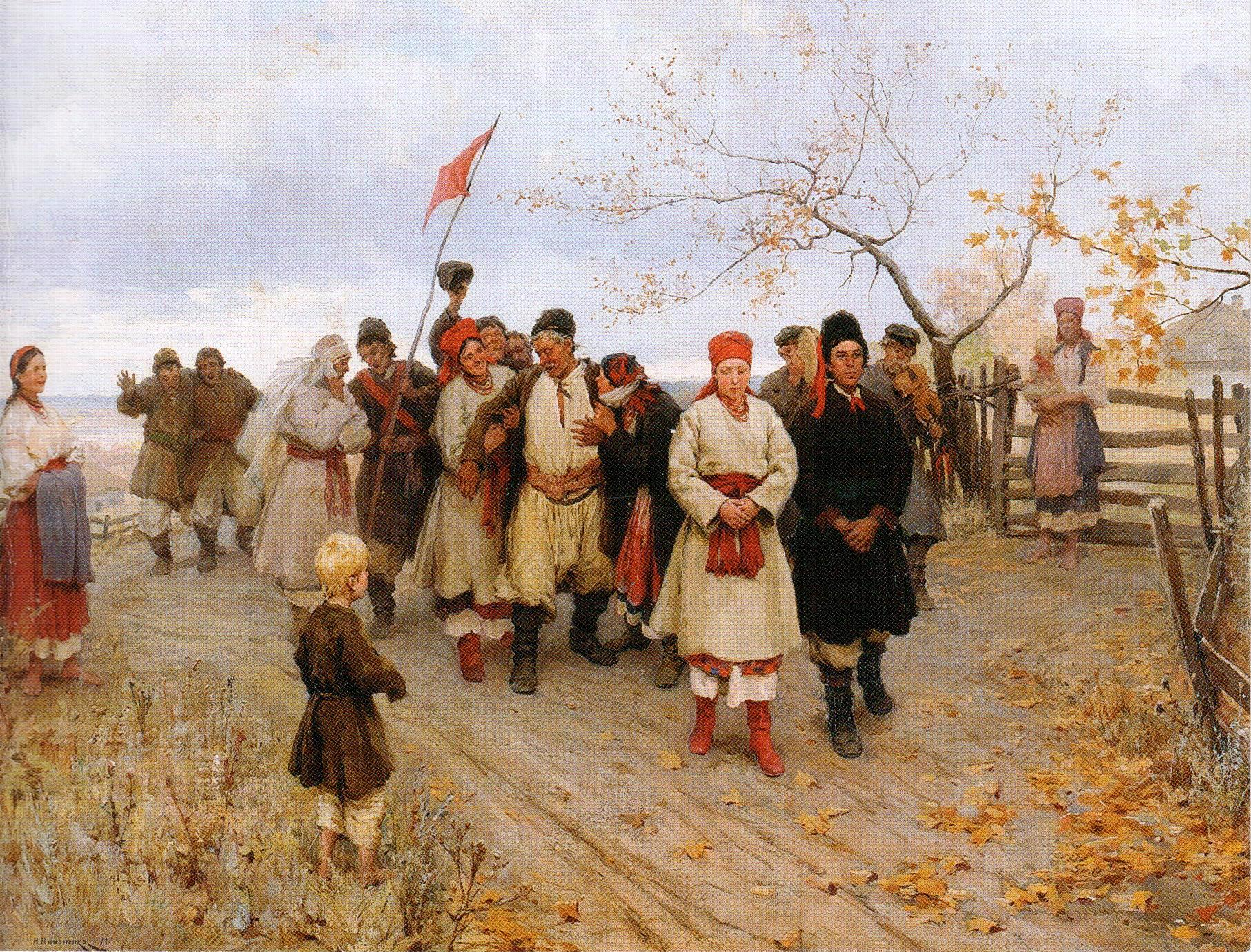
Микола Пимоненко. «Весілля в Київській губернії», 1891

Українські традиційні весільні обряди виникли на основі давньослов'янських, хоча з часом набули ряду локальних відмінностей (наприклад, весільна обрядність у гуцулів на Закарпатті). На процес проведення обрядів, також вплинуло введення християнства.
Українські весілля повсюдно зберігали певні елементи архаїки (зокрема і дохристиянської), являючи собою театралізовані дійства, супроводжувані безліччю обрядів, ритуалів, народних пісень. При розмаїтті весільних обрядів в Україні в них чітко виділяються такі складові:сватання, оглядини (умовини), заручини, запросини, прикрашання гільця, бгання короваю, посад, власне весілля, комора.
Для сватання характерні були традиційна розмова старостів з батьками нареченої, обмін хлібом, перев'язування нареченого хусткою, а старостів — рушниками на знак згоди укласти шлюб.
Згода підтверджувалося під час заручин в присутності всіх родичів молодих.
Поетичним звичаєм українського весілля було гільце — прикрашання зеленої гілки квітами, стрічками, ксолосками, що символізувало красу, молодість та прощання нареченої з дівуванням. За гільцем збиралися пекти коровай — обрядовий хліб.

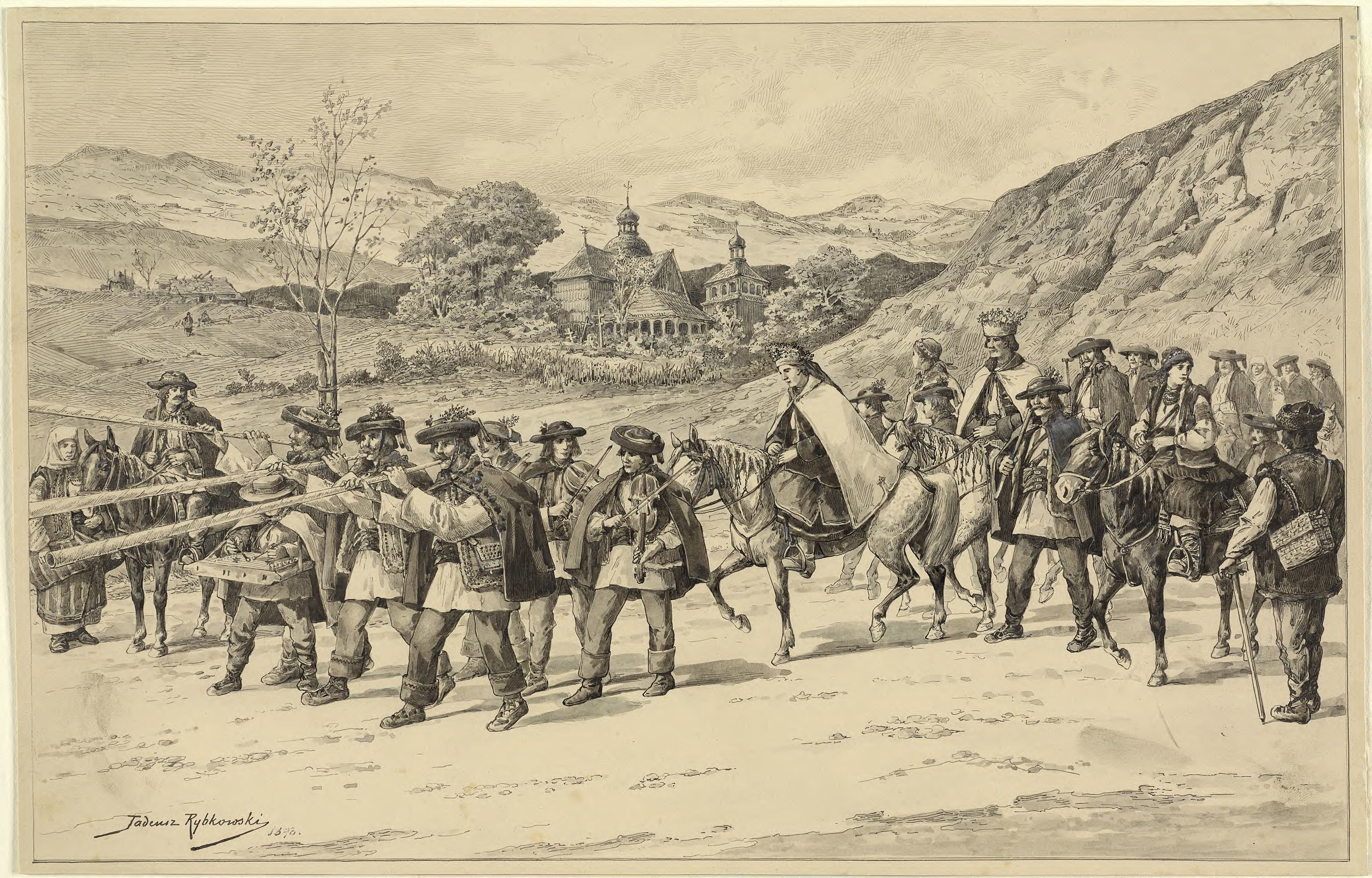
Гуцульське весілля, за Г. Рибковським, 1897

Безпосередньо у весіллі, крім родичів молодого та молодої, брали участь їхні друзі — бояри, дружки, світилки, приданки. Вони разом з музикантами становили весільний поїзд.
Традиційні весільні обряди України співіснують з релігійним — вінчанням у церкві, яке, однак, як привнесене до народної традиції штучно, не особливо сильно приживалося у народі. До XVII ст. часто практикувалось весілля без вінчання, а вінчання могло проходити значно пізнішу. Після входження українських земель до складу Російської імперії влада визнала вінчання обов'язковим. Ставлення селян до вінчання після цього стало як до податків. Вінчалися в церкві на другий день весілля — у неділю.
Весільним одягом в той час було традиційне вишите українське народне вбрання. На весілля одягали нові речі, які можна було носити пізніше. Традиція вдягати білу сукню масово поширилася лише в середині ХХ століття. На заході України подеколи і досі справляють весілля в традиційному народному одязі. З 2000-х почастішало весілля в традиційному українському одязі і в решті України.
У зв'язку з релігійними традиціями весілля узгоджують з релігійним календарем: сезон весіль починається після Великого посту.
В Криму є весільна традиція, що, ймовірно, походить від татар, пов'язувати на спеціальному «весільному дереві», що стоїть осібно за населеним пунктом, молодими смужечок.

### Вплив СРСР
У роки радянської окупації України з огляду панівна ідеологія впроваджувалася у весільну практику: з'явились «червоне весілля», «робітниче/шахтарське весілля», «комсомольське весілля», «безалкогольне весілля» (на початку 1980-х в період «сухого закону»).

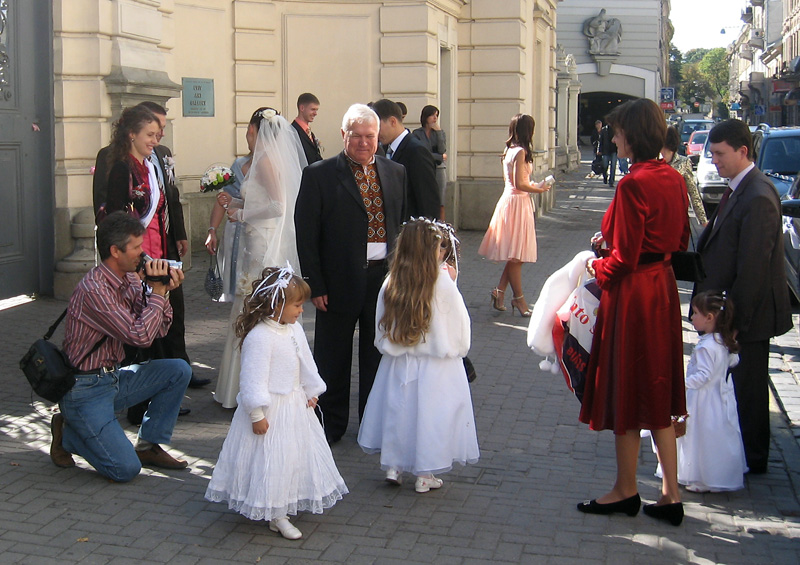
Сучасне українське весілля, Львів, 2007

Деякі з радянських нововведень увійшли до сучасної весільної обрядності українців:
- функціонування «палаців урочистості (урочистих подій, одруження, шлюбу)», в яких проводиться церемонія офіційної реєстрації шлюбу («розпис»), що за СРСР, конкуруючи з позірно забороненим вінчанням, могла шикарно обставлятися, в тому числі за участі громадськості (подеколи влади), колективу.
- Відвідування, нерідко з покладанням квітів і фото- і відеосесією, пам'ятних місць (центральна площа, музей, пам'ятники, будинок адміністрації чи природний об'єкт). Традиційними для Києва є пам'ятник засновникам Києва, Михайлівський Золотоверхий і Софійський собори, Алея невідомого солдата; у Полтаві — Біла альтанка і пам'ятник Галушці; у Запоріжжі — Хортиця.

Сучасне українське весілля, особливо у великих містах центру і сходу країни (Київ, Дніпро) значно залежить від смаків і достатку. На заході (Львів) значною є роль Церкви у весільних обрядах.

## Весілля у християнстві
- Українська християнська сімейна обрядовість

Правило 53 Лаодикійського собору. Не подобає християнам, що ходять на весілля, скакати чи танцювати, але скромно вечеряти та обідати, як личить християнам.

## Весілля у мистецтві
Тема весілля є популярною в мистецтві, зокрема, образотворчому (наприклад, у творчості Миколи Пимоненка, «Весілля в Київській губернії», 1891; «Весільна перейма», 1908), і в кіно.